# Zygmunt Łotocki

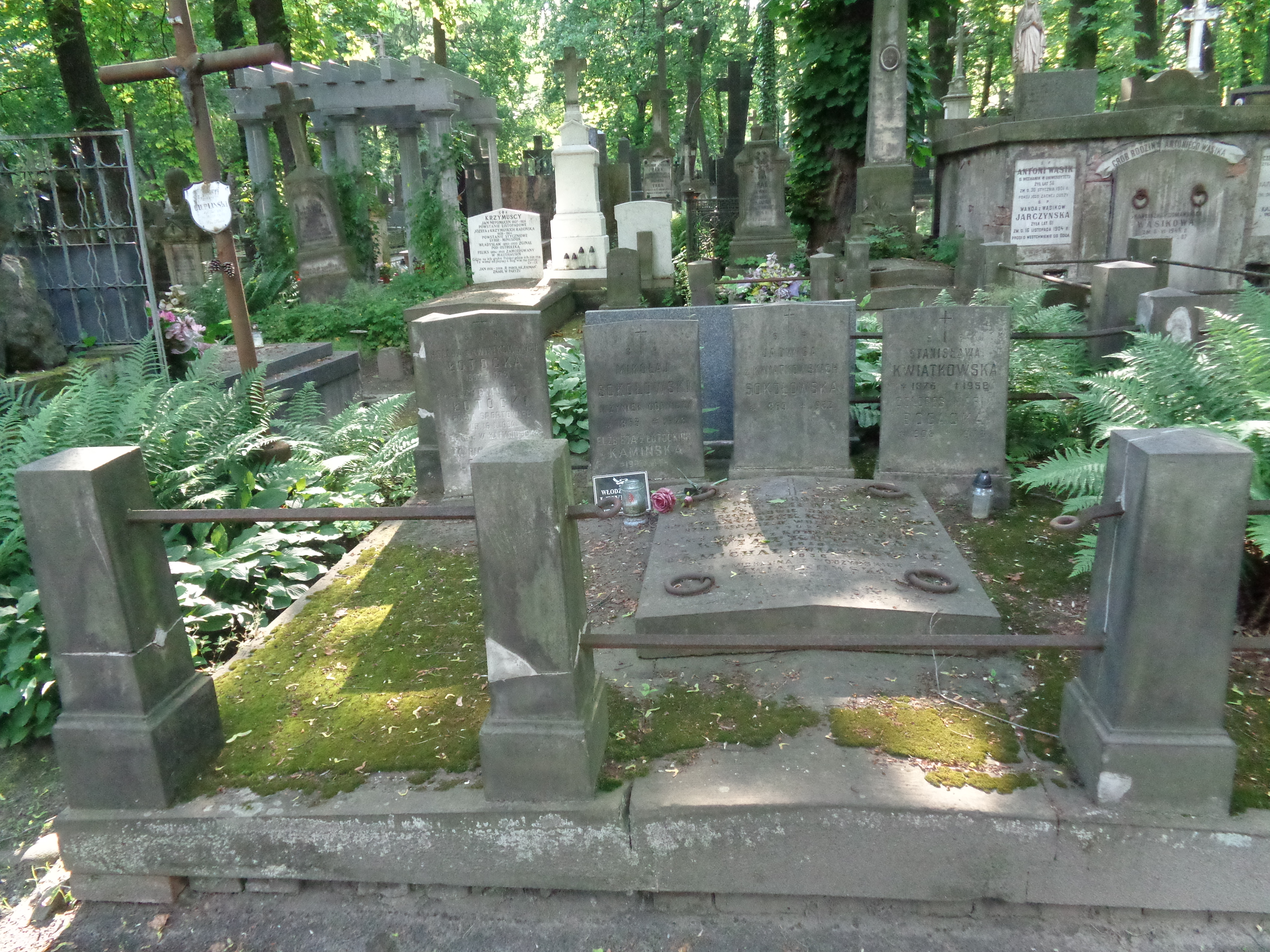
Symboliczny grób Zygmunta Łotockiego na cmentarzu Powązkowskim

Zygmunt Marian Łotocki (ur. 16 stycznia 1904 we Włodawie, zm. 1940 w Katyniu) – polski łucznik, pisarz i publicysta, podporucznik rezerwy piechoty Wojska Polskiego, ofiara zbrodni katyńskiej.

## Życiorys
Syn Waleriana i Heleny z domu Kwiatkowska. Absolwent Wydziału Filozoficznego Uniwersytetu Warszawskiego.
Uprawiał łucznictwo jako pionier tej dyscypliny w Polsce. Był trenerem polskiej kadry narodowej w łucznictwie w latach od 1930 do 1934. Podczas drugich w historii mistrzostw świata w łucznictwie 1932 w Warszawie zdobył złoty medal drużynowo (wraz z nim Zbigniew Kosiński i Michał Sawicki). W 1934 zdobył złoty medal mistrzostw Polski. Opublikował książkę o tej tematyce pt. Łucznictwo (1934).
W latach 1936–1939 polonista w gimnazjum w Piotrkowie Trybunalskim.
W Wojsku Polskim ukończył Szkołę Podchorążych Rezerwy Piechoty w Śremie i został awansowany do stopnia podporucznika ze starszeństwem z dniem 1 stycznia 1935. Był przydzielony do 34 pułku piechoty.
Po wybuchu II wojny światowej 1939, kampanii wrześniowej i agresji ZSRR na Polskę z 17 września 1939 został aresztowany przez Sowietów. Był przetrzymywany w obozie w Kozielsku. Wiosną 1940 został przetransportowany do Katynia i rozstrzelany przez funkcjonariuszy Obwodowego Zarządu NKWD w Smoleńsku oraz pracowników NKWD przybyłych z Moskwy na mocy decyzji Biura Politycznego KC WKP(b) z 5 marca 1940. Został pochowany na terenie obecnego Polskiego Cmentarza Wojennego w Katyniu, gdzie w 1943 jego ciało zidentyfikowano podczas ekshumacji prowadzonych przez Niemców pod numerem 1865. Przy zwłokach Zygmunta Łotockiego zostały odnalezione: pocztówka, kilka dyplomów filozofii.
Jego żoną była Maria Pańków-Łotocka, z którą miał syna.

## Upamiętnienie
Jego symboliczny grób ustanowiono na cmentarzu Powązkowskim w Warszawie (kwatera 26-1-24).
5 października 2007 roku Minister Obrony Narodowej Aleksander Szczygło awansował go pośmiertnie na stopień porucznika. Awans został ogłoszony 9 listopada 2007 roku, w Warszawie, w trakcie uroczystości „Katyń Pamiętamy – Uczcijmy Pamięć Bohaterów”.
W Piotrkowie Trybunalskim jedną z ulic nazwano Porucznika Zygmunta Łotockiego.
Zygmuntowi Łotockiemu został poświęcony jeden z odcinków filmowego cyklu dokumentalnego pt. Epitafia katyńskie (2010).